# Dragon (véhicule blindé)
Pour les articles homonymes, voir Dragon (homonymie).
Le VCR 8x8 Dragón (en français Véhicule de combat sur roues Dragon), est un véhicule de combat d'infanterie à huit roues fabriqué par le consortium espagnol TESS-DEFENCE, composé de Santa Bárbara Sistemas, Indra Sistemas, Sapa Placencia et Escribano Mechanical & Engineering. L'engin est dérivé du Mowag Piranha V du constructeur suisse Mowag, filiale de General Dynamics depuis 2004.

## Histoire du projet
Le programme, lancé en 2007, prévoyait, dans une première phase, l'achat de 300 véhicules sur un total de 1 200. Les véhicules étaient répartis en trois versions : 
- base (véhicule de transport de troupes) - pour remplacer une partie des blindés moyens sur roues (BMR)-M1,
- véhicule poste de commandement -  pour remplacer les BMR-M1 du même type,
- véhicule de combat d'infanterie pour remplacer les Véhicules d'exploration de cavalerie (VEC)-M1.

Cette dernière version devait être la plus puissamment armée jamais acquise par l'armée espagnole, puisque équipée d'un canon de 30 mm (ou plus) et utiliser des missiles antichars Spike. Ils remplaceront également une partie des M113 à chenilles. Leur remplaçant naturel étant principalement l'ASCOD Pizarro / Ulan.
Les BMR et les VEC sont des véhicules blindés dont la conception remonte aux années 1970, et le M-113 est encore plus ancien puisqu'il remonte aux années 1960. Ce sont donc des modèles obsolètes mais qui peuvent toujours effectuer des tâches de support, comme le M-113 qui est encore en service en 2018 dans l'armée des États-Unis, qui n'a lancé l'étude de son remplaçant, le véhicule blindé polyvalent, qu'en septembre 2020.
Le projet d'origine prévoyait que l'armée espagnole puisse disposer des 40 premiers véhicules avant 2014 et le reste fin 2016. La signature du contrat était prévue en juin 2010 pour un montant budgété de 1,3 milliard d'euros. Le ministère de la Défense a rapidement accéléré le programme en fixant pour objectif la livraison des 300 premiers véhicules de la première phase en 2014. Les entreprises qui ont répondu à l'appel d'offres étaient :
- L'espagnole Santa Bárbara Sistemas, avec le Piranha V,
- Le groupement italien Iveco-OTO Melara SpA, avec le VBM Freccia,
- L'allemand Krauss-Maffei-Wegmann, avec le GTK Boxer,
- Le français Nexter, avec le VBCI,
- Le finlandais Patria, avec le Patria AMV,
- Le britannique BAE Systems-Hägglunds, avec le Splitterskyddad EnhetsPlattform,
- L'américain General Purpose Vehicles, avec le GPV Colonel,

Après la première phase du processus de sélection, la liste des concurrents est réduite aux trois modèles qui y ont obtenu les meilleures notes : le Boxer, le VBCI et le Freccia.
En 2010, ce programme a été annulé à la suite de restrictions budgétaires. Il a été réactivé en 2013 mais aucun des véhicules retenus lors de la 2e phase de l'appel d'offres n'a fait l'objet d'une commande. Il a été décidé d'attribuer un contrat à un groupement temporaire d'entreprises formé par General Dynamics-Santa Bárbara Sistemas, Indra et Sapa qui vont réaliser un véhicule blindé avec une technologie espagnole basée sur le Piranha 5. Après la construction et les tests de cinq prototypes, il est prévu que les premiers véhicules de série seront disponibles en 2022.
Le budget prévisionnel était de 1,6 milliard d'euros, soit 4,59 millions d'euros par véhicule, pour un montant global de 3,8 milliards d'euros, soutien logistique compris. Il y aura sept variantes (infanterie, exploration, récupération, sapeurs, poste de commandement, antichar et observateur avancé) avec 13 configurations. Le retard accumulé pour la mise en service de ces véhicules par rapport au projet initial, fera qu'en  plus des modèles mentionnés ci-dessus, il faudra également remplacer les RG-31 Nyala Mk.5E.
Les sept premiers engins livrés le seront en version génie le 20 décembre 2022 et rejoindront la Brigade de la Légion espagnole chargée de l'évaluation technico-opérationnelle.

## Choix de la version finale

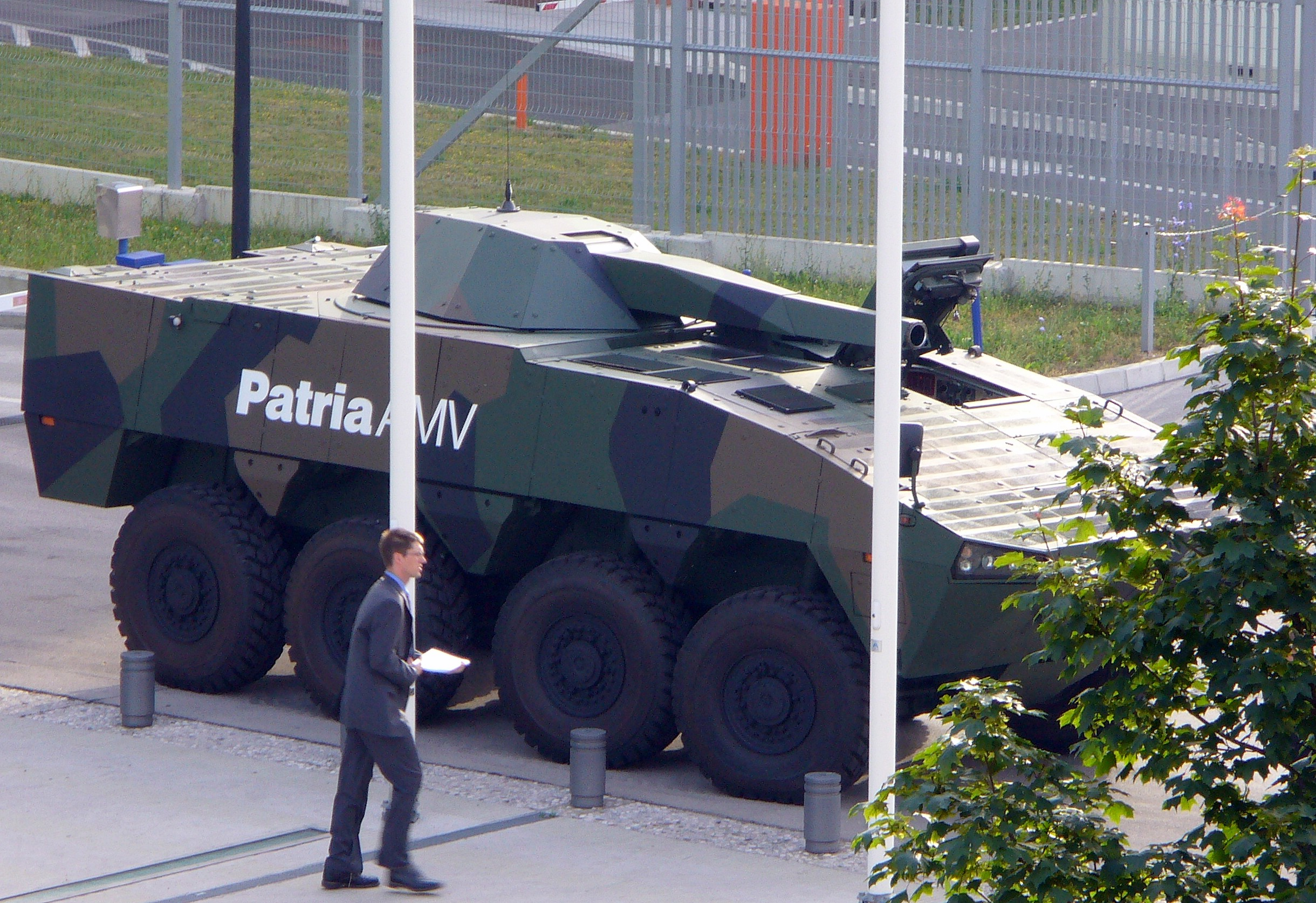
Mortier automoteur Patria NEMO, en projet d'intégration de la tourelle pour le Dragon

En août 2020, l'Espagne a décidé le remplacement du blindé moyen sur roues par le véhicule de combat d'infanterie sur roues VCR 8 × 8 « Dragón », basé sur le Mowag Piranha V commandé à 348 exemplaires. 
À plus long terme sera également remplacé le Véhicule d'exploration de cavalerie. Une version remplaçant le chasseur de char Centauro B1 avec missiles antichar Spike est également prévu. À plus long terme il pourrait également inclure un mortier automoteur, par exemple l'EIMOS de l'entreprise Expal.
Il ne s'agit pas d'un véhicule amphibie, comme certains des véhicules remplacés. L'infanterie de marine a en vue le Amphibious Combat Vehicle (ACV), en projet pour le corps des marines américain.
Il ne doit pas être confondu avec la version améliorée du stryker avec une tourelle, le Dragoon, dont la conception est pourtant proche.

## Armement
Le 21 juin 2021, il est annoncé que sur les 348 véhicules composant le premier lot d'engins commandés, 219 seront équipés d'une tourelle Guardian 30 développée et produite par Escribano Mechanical & Engineering armé d'un Mk44 Bushmaster II (Mk44S) de 30 mm pouvant être converti au calibre 40 mm. La tourelle met en œuvre le missile Spike (missile). Les autres versions pourront être équipées d'un tourelleau téléopéré.

## Blindage
Il pourra adapter le blindage cage contre les lance-roquettes portables en cas de besoin mais il n'a pas été spécifié s'il disposerait d'une coque en V contre les mines. Certaines versions, selon les missions (à l'étranger surtout), pourraient être équipées d'un blindage réactif.

## Munitions
La large variété de munitions employées lui donne également une capacité antiaérienne, le transformant en véhicule antiaérien.

## Versions
7 versions sont prévues : véhicule blindé de transport de troupes, véhicule de reconnaissance (avec détecteur de coup de feu), véhicule de dépannage, véhicule du génie, véhicule poste de commandement, chasseur de char et poste d'observation d'artillerie avancé (avec périscope d'observation, caméra infrarouge et télémètre) avec un total de 13 configurations. Parmi ces configurations figureront celles déjà exploitées par le BMR, soit la fonction de Véhicule de détection, identification et prélèvement de risques NRBC ainsi que celle d'ambulance d'évacuation sanitaire, de mortier automoteur avec le mortier Patria NEMO, véhicule de déminage, véhicule de transmissions (nœud de transmissions) et guerre électronique. Il n'a pas été précisé si ces fonctions inclueront celles avec radar d'acquisition et de surveillance terrestre pour un véhicule de patrouille/surveillance (scout car) par contre le choix de ses munitions en font un véhicule antiaérien.
En 2022, il a été rendu public que le véhicule remplacerait également certaines missions du Iveco VTLM Lince.
La variante  véhicule du génie est également un véhicule de déminage dispose d'une lame d'ouverture de chemin, poussant les mines légères et IED sur le côté de la route.
En revanche la version du M113 de soutien/d'appui sera remplacée ou complétée par le véhicule d'appui chenillé, prévu pour l'accompagner.

## Opérateurs
- Espagne L'unique utilisatrice prévue en 2022 est l'armée de terre espagnole, les sept premiers véhicules étant livrés le 20 décembre 2022[14]. La version du véhicule de combat d'infanterie sur chenilles est le ASCOD Pizarro / Ulan et sa version de soutien le futur Véhicule d'appui chenillé. L'offre finale comprend 348 exemplaires en première phase + 365 exemplaires en seconde phase + 285 en troisième phase soit 998 en total)